# Tiberius Sempronius Gracchus (consul en -177)
Pour les articles homonymes, voir Tiberius Sempronius Gracchus.
Tiberius Sempronius Gracchus fut tribun de la plèbe en 187 av. J.-C., préteur en 180 av. J.-C., consul à deux reprises en 177 av. J.-C. (avec C. Claudius Pulcher) et en 163 av. J.-C. (avec Marcus Juventius Thalna) et censeur en 169 av. J.-C..

## Biographie
Tiberius Sempronius Gracchus (mort vers 150 av J.-C.) mena une guerre victorieuse contre les Celtibères de 180 à 179 av. J.-C., ce qui lui permit d'obtenir un triomphe à Rome en 178 av. J.-C. Il s'illustra par l'établissement d'un nouveau type de rapports avec les populations indigènes régis par des traités et fonda une ville qui porta son nom, Gracchuris.
En 163 av. J.-C., il épousa la patricienne Cornélia, fille du célèbre Publius Cornelius Scipio Africanus Maior, Scipion l'Africain.
En 169 av. J.-C., il est élu censeur avec Caius Claudius Pulcher. Pendant leur censure, ils se montrent particulièrement rigoureux : ils éliminent de l'ordre équestre des citoyens dont ils estiment qu'ils ne remplissent pas, ou plus, les conditions ; ils décident que les publicains qui avaient participé aux adjudications de marchés publics lors de la censure précédente ne pourraient participer à nouveau à ces opérations. Poussé par les mécontents, un tribun de la plèbe les poursuit devant les comices centuriates. Il apparut vite que Claudius Pulcher, jugé en premier, risquait d'être condamné. C'est alors que Sempronius déclara par un serment solennel que, si son collègue était condamné (à l'exil), il s'exilerait aussi, sans attendre son propre jugement. L'affaire n'alla pas plus loin.
Tiberius mourut vers 150 av. J.-C., après avoir engendré douze enfants dont seulement trois survécurent. Les trois survivants étaient Tibérius et Caius (les Gracques), les pères des lois agraires, et Sempronia qui épousa Scipion Emilien, le destructeur de Carthage.